# Observatori de Viena

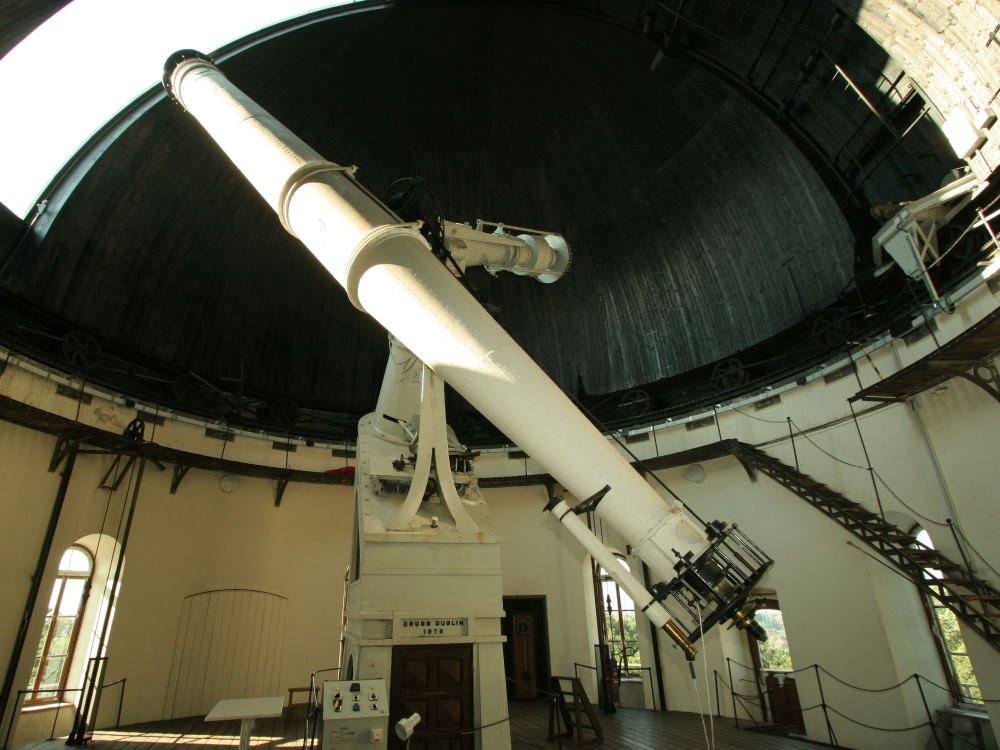
Telescopi refractor.

El Universitäts-Sternwarte Wien (en català: Observatori de Viena) és un observatori astronòmic situat a la ciutat de Viena, Àustria. El primer observatori va ser construït entre 1753 i 1754 en el terrat d'un dels edificis de la Universitat de Viena.
Un nou observatori va ser construït entre 1874 i 1879, sent inaugurat per l'Emperador Francesc Josep I d'Àustria. La cúpula principal alberga un telescopi refractor d'un diàmetre de 68 cm i una distància focal de 10'5 m. En aquell moment va ser el telescopi més gran del món.

## Directors
- Maximilian Hell, 1756–1792
- Franz de Paula Triesnecker, 1792–1817
- Joseph Johann von Littrow, 1819–1840
- Karl Ludwig von Littrow, 1842–1877
- Edmund Weiss, 1877–1908
- Kasimir Graff, 1928–1938
- Bruno Thüring, 1940–1945
- Kasimir Graff, 1945–1949
- Josef Hopmann, 1951–1962
- Josef Meurers, 1962–1979
- Karl Rakos, 1979–1981
- Werner Tscharnuter, 1981–1984
- Michel Breger, 1984–1986
- Paul Jackson, 1986–1994
- Michel Breger, 1994–2005
- Gerhard Hensler, 2006–